# Une fille dans la bataille
Pour plus de détails, voir Fiche technique et Distribution.
Une fille dans la bataille (titre original : Cry of Battle) est un film américain réalisé par Irving Lerner et sorti en 1963.

## Synopsis
Pendant la Seconde Guerre mondiale, le fils d'un riche homme d'affaires se trouve impliqué dans une guérilla contre les Japonais aux Philippines.

## Fiche technique
- Titre original : Cry of Battle
- Réalisation : Irving Lerner
- Scénario : Bernard Gordon d'après le roman Fortress in the Rice[1] de Benjamin Appel
- Production : Petramonte Productions
- Musque : Richard Markowitz
- Image : Felipe Sacdalan
- Lieu de tournage :  Philippines
- Durée : 99 minutes
- Dates de sortie :
  - États-Unis : 9 octobre 1963
  - France : 28 juillet 1965

## Distribution
- Van Heflin : Joe Trent
- Rita Moreno : Sisa
- James MacArthur : David McVey
- Leopoldo Salcedo : Manuel Careo
- Sidney Clute : Col. Ryker
- Marilou Muñoz : Pinang
- Oscar Roncal : Atong
- Liza Moreno : Vera

## Dans la culture populaire
Cry of Battle est un des deux films qui étaient projetés au Texas Theatre de Dallas au moment de l'arrestation de Lee Harvey Oswald le 22 novembre 1963.